# Sara Paganini
Sara Paganini (Bondeno, 22 novembre 1991) è un'artista marziale italiana.

## Biografia
Inizia a praticare ju jitsu nel 1997, all'età di sei anni, presso la palestra di Finale Emilia sotto la guida del maestro Valeria Zaccaria. Attualmente si allena nel dojo Cento e Pieve di Cento con il maestro Silvano Gianpietro Rovigatti.
La prima vittoria, delle 8, a livello italiano la ottiene ai campionati italiani AIJJ a Perugia dove vince sia la categoria duo system misto che quello femminile. Questo risultato le ha permesso di essere convocata tra le file azzurre alla Coppa Europa della JJIF nella quale si classifica al secondo posto nel duo femminile. Nel 2007 partecipa ai campionati europei di ju jitsu riconfermando la prestazione dell'anno precedente. Nel 2008 conquista prima il argento in Coppa Europa ad Anversa e poi vince il bronzo ai Campionati del Mondo di Malmö 2008 che la qualifica ai World Games 2009 nella specialità duo system femminile. 2009 che si apre a livello internazionale con il terzo posto ai Campionati Europei di Podgorica categoria duo femminile per poi concludersi con la medaglia d'argento conquistata ai World Games 2009, prima ed unica medaglia conquistata dal ju jitsu italiano all'edizione dei giochi mondiali. Nel 2010 bissa il bronzo mondiale nella categoria duo system misto conquistando una medaglia che mancava all'Italia da 6 anni. Nel 2011 è la prima atleta nella storia d'Italia a vincere un campionato europeo senior nella specialità del duo system misto e a novembre si riconferma, con il compagno Vallieri, la terza coppia più forte del mondo alla rassegna iridata di Cali (Colombia). Nel 2012 bissa l'oro europeo alla Coppa Europa di Hanau (GER), aggiudicandosi ancora una volta lo scettro continentale e migliora il piazzamento iridato alla rassegna mondiale a Vienna con il secondo posto. Nel 2013 prima, si aggiudica per la terza volta consecutiva il titolo europeo a Walldorf nel duo misto, poi vola in Colombia alla IX edizione dei World Games (Juegos Mundiales de 2013) vincendo la medaglia d'argento dopo una strepitosa finale contro la Germania e contribuendo a far vincere all'Italia il medagliere totale dei giochi
Attualmente è titolare della nazionale azzurra nella specialità duo system misto in coppia con Michele Vallieri.

## Palmarès

### Competizioni per Club

#### Nazionali
Campionati Italiani: 13
- Taranto 2017 duo mix
- Pieve di Cento 2016 duo mix
- Pieve di Cento 2016 duo mix show
- Pieve di Cento 2015 duo mix
- Pieve di Cento 2014 duo mix
- Palermo 2013 duo mix
- Celano 2012 duo mix
- Genova 2011duo mix
- Genova 2010 duo mix
- Genova 2009 duo femminile e mix
- Genova 2008 duo femminile
- Perugia 2006 duo mix
- Perugia 2006 duo femminile

#### Internazionali
- Oro German Open  Germania 2018 duo femminile
- Argento Paris Open  Francia 2018 duo femminile
- Bronzo Paris Open  Francia 2018 duo mix
- Argento German Open  Germania 2016 duo mix
- Oro German Open  Germania 2015 duo mix
- Argento Paris Open  Francia 2013
- Oro Robi Rajh Open  Slovenia 2012 duo mix
- Oro Paris Open  Francia 2011 duo mix
- Bronzo Italian Challenge Cup  Italia 2009 duo mix
- Oro Italian Challenge Cup  Italia 2009 duo femminile
- Oro Slovenija Open  Slovenia 2008 duo mix

### Competizioni Maglia Azzurra

#### World Games / Combat Games
- Oro Breslavia  Polonia 2017 duo mix
- San Pietroburgo  Russia 2013 duo mix
- Argento Cali  Colombia 2013 duo mix
- Argento Kaohsiung   Taiwan 2009 duo femminile

#### Mondiali
- Atene  Grecia 2024 duo femminile
- Malmö  Svezia 2018 duo mix
- Breslavia  Polonia 2016 duo mix
- Bangkok  Thailandia 2015 duo mix
- Parigi  Francia 2014 duo mix
- Vienna  Austria 2012 duo mix
- Cali  Colombia 2011 duo mix
- San Pietroburgo  Russia 2010 duo mix
- Malmö  Svezia 2008 duo femminile
- 5ª Rotterdam  Paesi Bassi 2006 duo femminile

#### Europei
- Gliwice  Polonia 2018 duo mix
- Gliwice  Polonia 2018 duo femminile
- Banja Luka  Bosnia ed Erzegovina 2017 duo mix
- Banja Luka  Bosnia ed Erzegovina 2017 duo femminile
- Gent  Belgio 2016 duo mix
- Almere  Paesi Bassi 2015 duo mix
- Bucharest  Romania 2014 duo mix
- Walldorf  Germania 2013 duo mix
- Hanau  Germania 2012 duo mix
- Maribor  Slovenia 2011 duo mix
- Podgorica  Montenegro 2009 duo femminile
- Anversa  Belgio 2008 duo femminile
- Torino  Italia 2007 duo femminile
- Meiningen  Germania duo femminile